# Småländsk sommarnatt
Småländsk Sommarnatt (på dansk: Sommernat I Småland) er en instrumental sang af Eddie Meduza. Sangen kan findes på singlen med samme navn og kassetten Radio Ronka Nr. 1 fra 1988. Til denne sang bruger han pseudonymet Marcel Jelevac.
Sangen har den alternative titel "Swedish Summer Night".

## Musikvideo
Musikvideoen bruger naturbilleder, som Errol Norstedt har filmet i 1987, og hans daværende kæreste Hanne Mikkelsen er synlig i den. Musikvideoen er inkluderet i filmen Privat Pirat. Han bruger den samme video til sangene "Skyrider" og "Jag Älskar Dig".

## Bagsiden af singlen
Bagsiden af singlen indeholder sangen "Birds And Bees" og til denne sang bruger han pseudonymet Terry Clifton. Sangen har den alternative titel "Blommor Å Bin".